# Ōsakikamijima
Ōsakikamijima (jap. 大崎上島町 Ōsakikamijima-chō) – miasto w południowej Japonii, w prefekturze Hiroszima. Według danych na rok 2020 miejscowość zamieszkiwało 7 158 mieszkańców , a gęstość zaludnienia wyniosła 166 os./km².